# Huecco
Huecco (* 1974; eigentlich Iván Sevillano Pérez) ist ein spanischer Latin-Rock-Musiker aus Plasencia.

## Biografie
Ab 1994 war Huecco, damals noch unter dem Namen Ivanh, Sänger von Sugarless. In zehn Jahren veröffentlichte die Rockband drei Alben, von denen sie in Spanien über 40.000 Stück verkaufte. Sie waren nicht nur in ihrer Heimat erfolgreich, sondern traten auch in Lateinamerika bis hinauf zu den Vereinigten Staaten auf.
2005 machte Huecco sich selbstständig. Den Namen hat er sich von einem alten Indianerreservat in El Paso entliehen. Huecco wird auch oft als Band bezeichnet, obwohl es eher ein Ein-Mann-Projekt ist. Musikalisch mischt Huecco amerikanischen Rock mit lateinamerikanischer Musik wie Rumba und Reggaetón aber auch spanischem Flamenco. Er selbst bezeichnet die Mischung als „Rumbatón“.
Für sein Debütalbum mit dem Titel Huecco konnte der Spanier das Label Warner gewinnen. Produziert wurde es von KC Porter, der für seine Tätigkeit im Latin-Bereich schon mehrere Grammys gewinnen konnte. Das Album erreichte die Top 20 in seiner Heimat und wurde mit Gold ausgezeichnet (40.000 verkaufte Exemplare). Besonders erfolgreich war der Song Pa’ mi guerrera, der als Klingelton äußerst beliebt war und es da auf Doppel-Platin brachte.
Hueccos zweites Album heißt Assalto und erschien im April 2008. Erneut wurde es mit Thom Russo von einem mehrfachen Grammygewinner produziert. Mit Reina de los angelotes hatte er wiederum ein sehr erfolgreiches Lied, das zum meistgespielten Video der spanischen Musiksender wurde. Außerdem gelang ihm damit auch erstmals ein Erfolg außerhalb des spanischsprachigen Raums. Im Sommer 2008 wurde der Song ein Radiohit in Deutschland. Den größeren Erfolg in seiner Heimat hatte er jedoch mit dem Duett Se acabaron las lágrimas mit der Sängerin Hanna. Zusammen kamen sie bis auf Platz 2 in Spanien.
Im September 2011 erschien Hueccos nächstes Album Dame vida. Mit der gleichnamigen Single hatte er vorab einen Top-10-Hit in den spanischen Charts und auch das Album erreichte danach eine Platzierung unter den besten 10.

## Diskografie
Alben
- Huecco (2006)
- Assalto (2008)
- Dame vida (2011)
- Lobbo (2016)

Singles
- Pa’ mi guerrera (2006)
- Tacones baratos (2006)
- Idiota (2006)
- Reina de los angelotes (2008)
- Mirando al cielo (2008, ES: Platin)
- Dame vida (2011)
- La brújula (2013)
- Mirando al cielo (X Aniversario) (mit Rozalén, 2018, ES: Platin)